# Métro de Singapour
Cette page contient des caractères d'alphasyllabaires indiens. En cas de problème, consultez Aide:Unicode.
Le métro de Singapour (en anglais : Mass Rapid Transit, MRT ; en malais : Sistem Pengangkutan Gerak Cepat ; en : chinois : 新加坡地铁系统 ; en tamoul : சிங்கப்பூர் துரிதக் கடவு ரயில்) est un système de transport ferré à grande capacité desservant la cité-État de Singapour. Le premier tronçon a été inauguré le 7 novembre 1987 entre les stations Yio Chu Kang à Toa Payoh ce qui en fait le second plus ancien réseau de métro d'Asie du Sud-Est après le métro léger de Manille aux Philippines.
Le réseau s'est rapidement étendu en raison de la volonté de la part de la cité-État d'axer les projets de transports publics sur le développement du métro. En 2005, on comptait en moyenne 1,338 million de voyageurs par an dans le MRT. En dépit du nombre plus élevé de voyageurs utilisant le bus (2,785 millions), cela représente une augmentation de 76 % sur une décennie (0,760 million en 1995) tandis que la fréquentation des bus a baissé de 8,1 % sur la même période. Cette tendance devrait continuer à s'affirmer dans les années à venir car la politique actuelle concernant les transports publics privilégie l'extension du réseau ferré aux dépens du réseau de bus, dont des lignes sont supprimées ou voient leurs fréquences baissées pour éviter les lignes faisant doublon.
Le réseau compte actuellement 122 stations sur 203 kilomètres de lignes à écartement standard. Les lignes ont été construites sous la direction de la Land Transport Authority, un département du gouvernement de Singapour, qui octroie des concessions aux entreprises SMRT Trains et SBS Transit pour l'exploitation du réseau. En sus du MRT, le réseau de LRT (Light Rapid Transit) relie des stations de MRT à des lotissements construits par HDB (Housing and Development Board : autorité chargée des logements sociaux). Le service commence généralement vers 5 h 30 et se termine un peu avant 1 h, tous les jours, avec des fréquences de l'ordre de cinq minutes.

## Réseau actuel
Le réseau est actuellement composé de six lignes dont quatre sont exploitées par SMRT Corporation et deux par SBS Transit. Les terminus des lignes sont marqués d'ouest en est. À noter que la ligne Est-Ouest possède une branche de trois stations desservant l'Aéroport Changi qui est exploitée comme une ligne indépendante:
| Ligne et couleur                                                                     | Symbole        | Ouverture du 1er tronçon | Stations | Longueur (km) | Terminus       | Terminus                | Dépôts                | Opérateur   | Alimentation                              | Conduite    |
| ------------------------------------------------------------------------------------ | -------------- | ------------------------ | -------- | ------------- | -------------- | ----------------------- | --------------------- | ----------- | ----------------------------------------- | ----------- |
| North South Line                                                                     |                | 7 novembre 1987          | 27       | 45            | Jurong East    | Marina South Pier       | Bishan                | SMRT Trains | 3e rail 750 V CC                          | Manuelle    |
| East West Line                                                                       |                | 12 décembre 1987         | 35       | 57,2          | Tuas Link      | Pasir Ris               | Ulu Padan Changi Tuas | SMRT Trains | 3e rail 750 V CC                          | Manuelle    |
| East West Line                                                                       | Changi Airport | 12 décembre 1987         | 35       | 57,2          | Tuas Link      |                         | Ulu Padan Changi Tuas | SMRT Trains | 3e rail 750 V CC                          | Manuelle    |
| North East Line                                                                      |                | 20 juin 2003             | 16       | 21,6          | HarbourFront   | Punggol                 | Sengkang              | SBS Transit | Ligne aérienne de contact (LAC) 1500 V CC | Automatique |
| Circle Line                                                                          |                | 28 mai 2009              | 30¹      | 35,5          | HarbourFront   | Dhoby Ghaut, Marina Bay | Kim Chuan             | SMRT Trains | 3e rail 750 V CC                          | Automatique |
| Downtown Line                                                                        |                | 22 décembre 2013         | 34       | 41,9          | Bukit Panjang  | Expo                    | Kim Chuan Gali Batu   | SBS Transit | 3e rail 750 V CC                          | Automatique |
| Thomson–East Coast line                                                              |                | 31 janvier 2020          | 32       | 40,6          | Woodland North | Bayshore                | Mandai Depot          | SMRT Trains | 3e rail 750 V CC                          | Automatique |
| ¹ Station Bukit Brown non comptabilisée car travaux à l'arrêt par manque de demande. |                |                          |          |               |                |                         |                       |             |                                           |             |

## Histoire

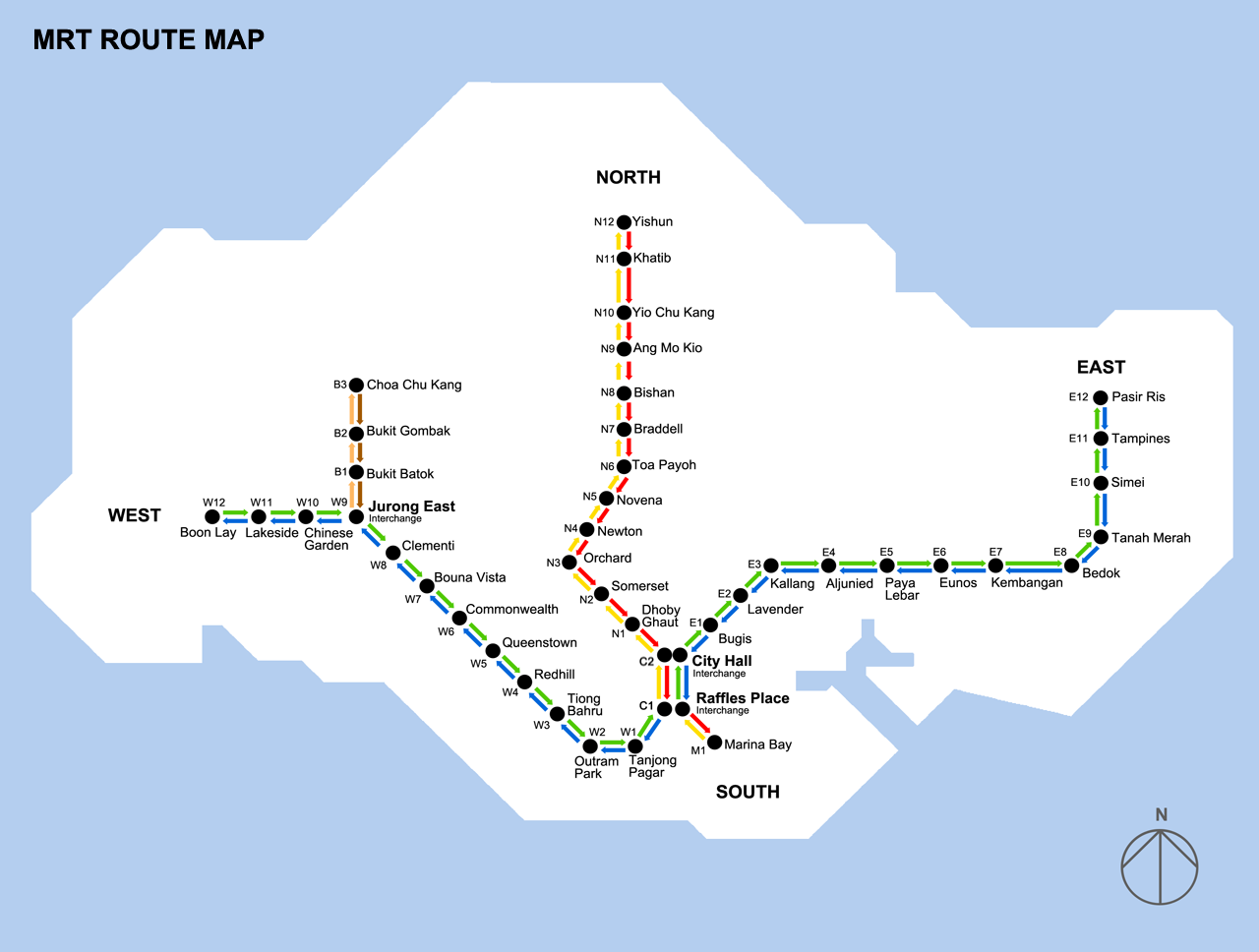
Le réseau de MRT à ses débuts.

L'histoire du MRT débute en 1967 dans un contexte de saturation des axes routiers dans la jeune cité-état. Une étude prospective détermine alors qu'un système de transport urbain sur rail serait nécessaire à Singapour avant 1992. Mais devant l'investissement à réaliser, le Parlement préfère dans un premier temps opter pour le développement du bus à haut niveau de service. Finalement, en 1982, devant les limites du réseau de bus, la décision est prise de construire le MRT.
La construction du premier tronçon du MRT, d'un coût de 5 milliards de dollars de Singapour, a été à l'époque le chantier public le plus coûteux jamais réalisé dans le pays. La construction commence le 22 octobre 1983 sur Shan Road. Le réseau est construit par étapes, la priorité étant donnée à la North South line qui devait passer dans Central Area où la demande en transport était importante. La société Mass Rapid Transit Corporation (MRTC, plus tard renommée en SMRT Corporation) est fondée le 14 octobre 1983, prenant les responsabilités de la temporaire Mass Rapid Transit Authority. Le 7 novembre 1987, un premier tronçon de la ligne Nord-Sud est inauguré, desservant cinq stations sur une longueur de six kilomètres. Plus tard, 15 autres stations furent ouvertes et le système de MRT fut lancé officiellement le 12 mars 1988 par le premier ministre Lee Kuan Yew. Vingt-et-un nouvelles stations ont été ouvertes par la suite. L'ouverture de la station Boon Lay sur la ligne Est-Ouest acheva le réseau en 1990 avec 2 ans d'avance sur le calendrier prévisionnel.
Le MRT a par la suite continué son extension, notamment avec le prolongement de la Ligne Nord-Sud vers Woodlands, d'un coût de 1,2 milliard de dollars et qui permit de fermer la boucle passant par le nord de l'île. Suivant l'idée selon laquelle les transports devaient amener les habitants au plus près de leur logement, LTA engagea la construction du Light Rapid Transit ou LRT (métro léger automatique aérien). Le 6 novembre 1999, les premiers trains du LRT de la Ligne de Bukit Panjang furent opérationnels. Afin de promouvoir le tourisme, les stations Changi Airport (desservant l'aéroport international) et Expo furent ajoutées aux réseau par le biais d'une branche de la Ligne Est-Ouest qui fut ouverte en 2001. La ligne Nord-Est, première à être exploitée par SBS Transit, ouvrit le 20 juin 2003 et devint l'une des premières lignes de métro à grand gabarit au monde à être entièrement automatisée dès son ouverture (la première étant la Ligne 14 du métro de Paris ouverte en 1998). Le 15 janvier 2006, après un fort lobbyisme, la station Buangkok fut ouverte,.
Le 28 mai 2009, le 1er tronçon de la ligne circulaire entre Bartley et Marymount est ouvert. La ligne devait initialement ouvrir en 2006 mais le 20 avril 2004, l'effondrement partiel de la station en construction Nicoll Highway, causant la mort de quatre ouvriers, repoussa la réalisation des travaux. Les autres tronçons ouvrirent plus tard, le 17 avril 2010 puis le 8 octobre 2011, la ligne atteignant finalement Marina Bay le 14 janvier 2012. Il s'agit de la plus longue ligne de métro entièrement automatisée au monde, avec une longueur de 35,7 kilomètres. La ligne, composée de 30 stations et opérée par SMRT, relie toutes les lignes existantes, et permet aux voyageurs d'éviter de se rendre dans le centre pour changer et prendre une autre ligne, réduisant ainsi l'affluence, notamment aux stations City Hall et Raffles Place dans le centre-ville.
Le 15 novembre 2017, une collision entre deux rames se produit à la station Joo Koon et fait 28 blessés.

## Les stations du MRT
Toutes les stations sont soit surélevées, soit souterraines, à l'exception de Bishan qui est au niveau du sol. La plupart des stations souterraines sont assez profondes pour résister à des bombes conventionnelles et servir d'abri. Le téléphone mobile est disponible partout sur le réseau.

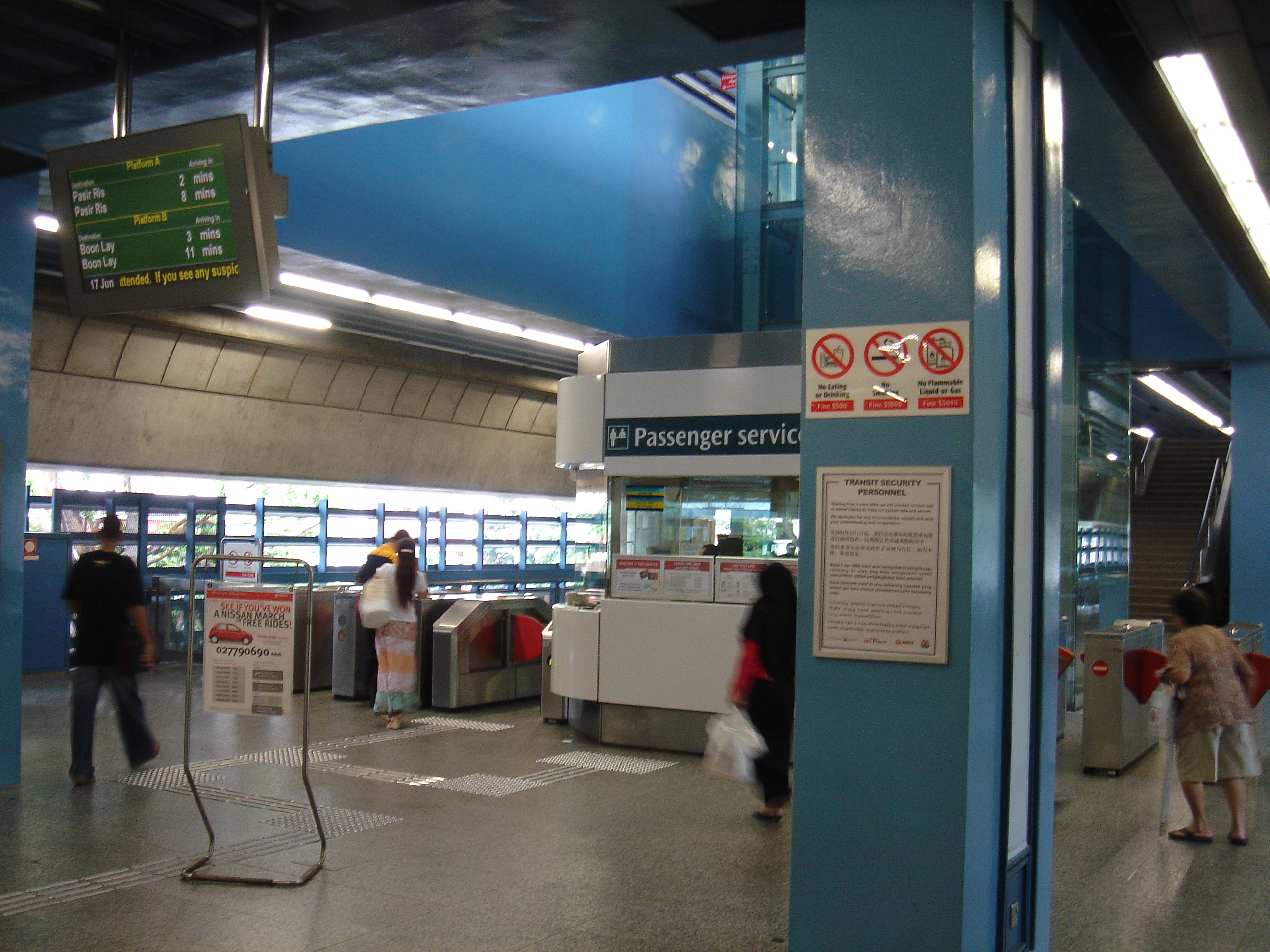
Niveau du hall de la station Queenstown, avec un écran à plasma, centre de service aux passagers et portillons automatiques.
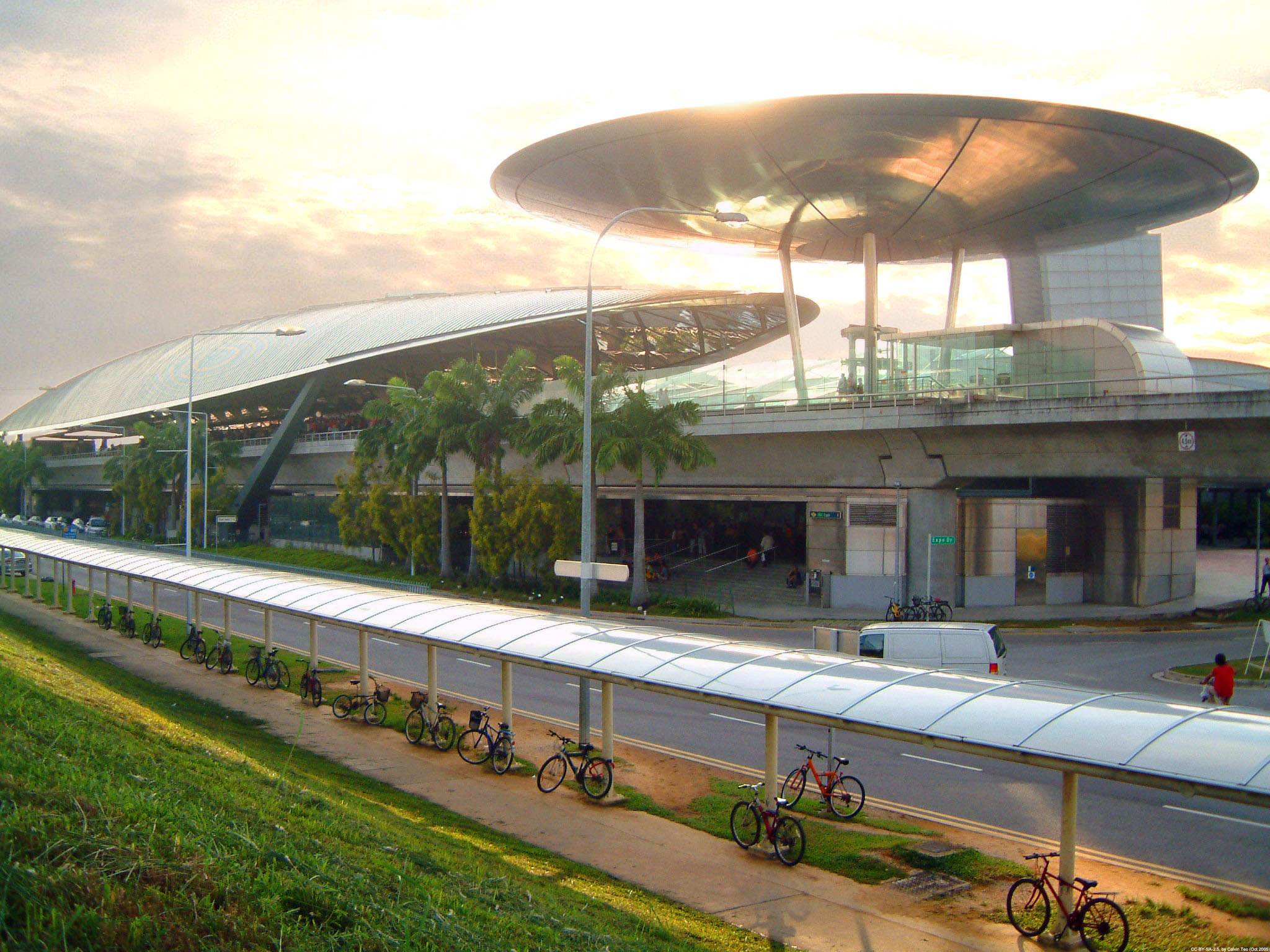
La station Expo, à côté du palais des expositions de 10 hectares, au design futuriste par Foster and Partners.
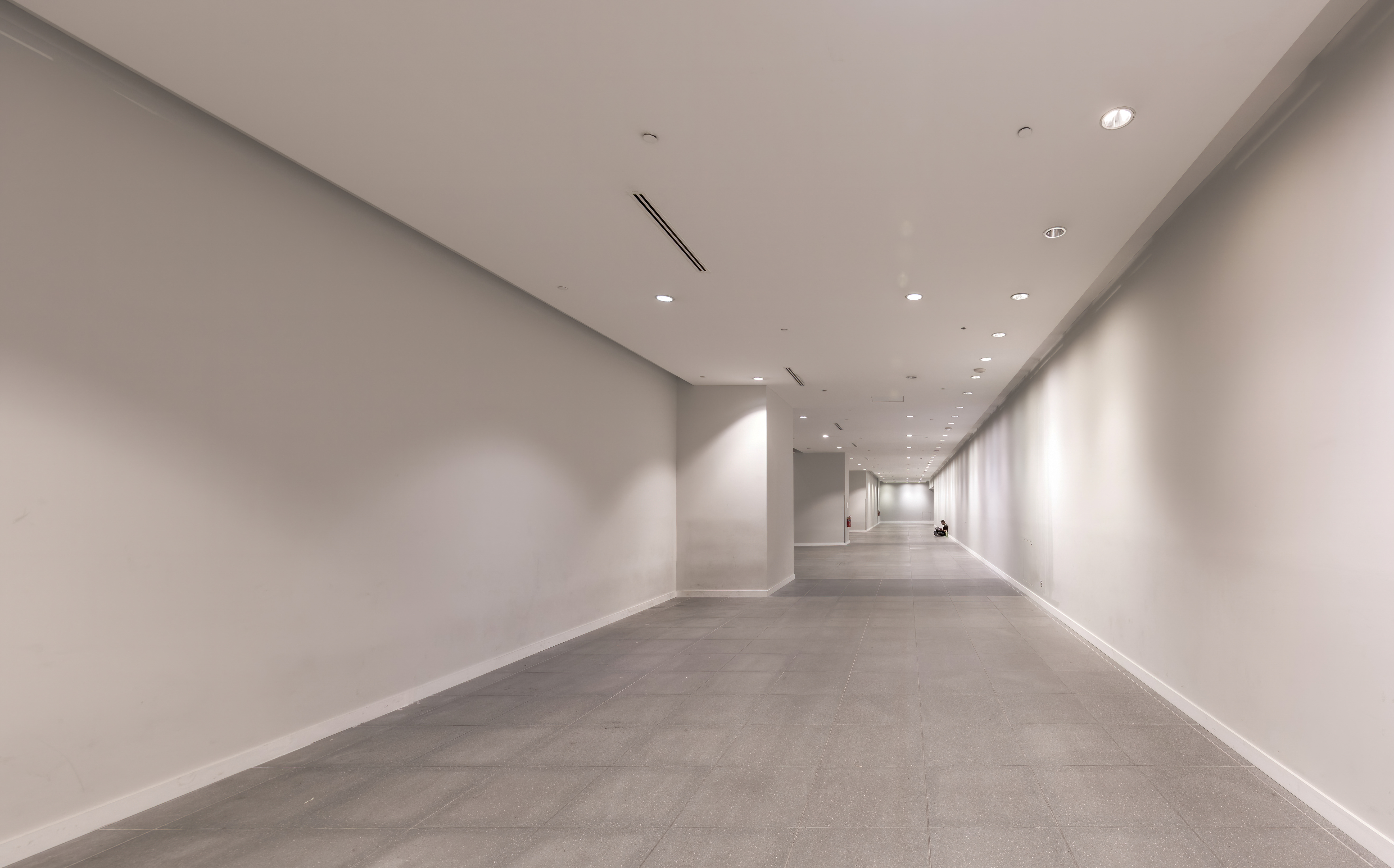
Long couloir et forte impression de perspective avec murs et plafond nus, avec quelqu'un assis par terre, seul au loin, à la station MRT Marina Bay, métro de Singapour. Juin 2018.

Chaque station est pourvue d'au moins quatre distributeurs automatiques de tickets ou General Ticketing Machine  (GTM), un centre de services aux passagers ou Passenger Service Centre, des écrans à plasma et à LED qui affichent des informations sur le service (comme le temps d'attente) ou des annonces publicitaires. Toutes les stations comportent des toilettes et cabines téléphoniques, parfois au niveau de la rue. Quelques stations, surtout les plus fréquentées, sont plus riches en équipement : magasins, supermarchés, épiceries comme 7-Eleven ou Cheers, ATMs (distributeurs de monnaie), et guichets automatiques.
Les stations les plus anciennes sur les lignes Nord-Sud et Est-Ouest n'ont pas été conçues à l'origine pour faciliter l'accessibilité : ascenseurs, escalators, guides tactiles et toilettes pour personnes handicapées manquaient. Les autorités ont découragé l'utilisation du MRT par les personnes handicapées. Cependant ces équipements sont progressivement installés dans le cadre du programme d'accessibilité qui vise à rendre toutes les stations accessibles aux personnes âgées et souffrant de handicap,. Au 27 février 2007, seule la station Buona Vista n'était pas complètement accessible.

## Tarification

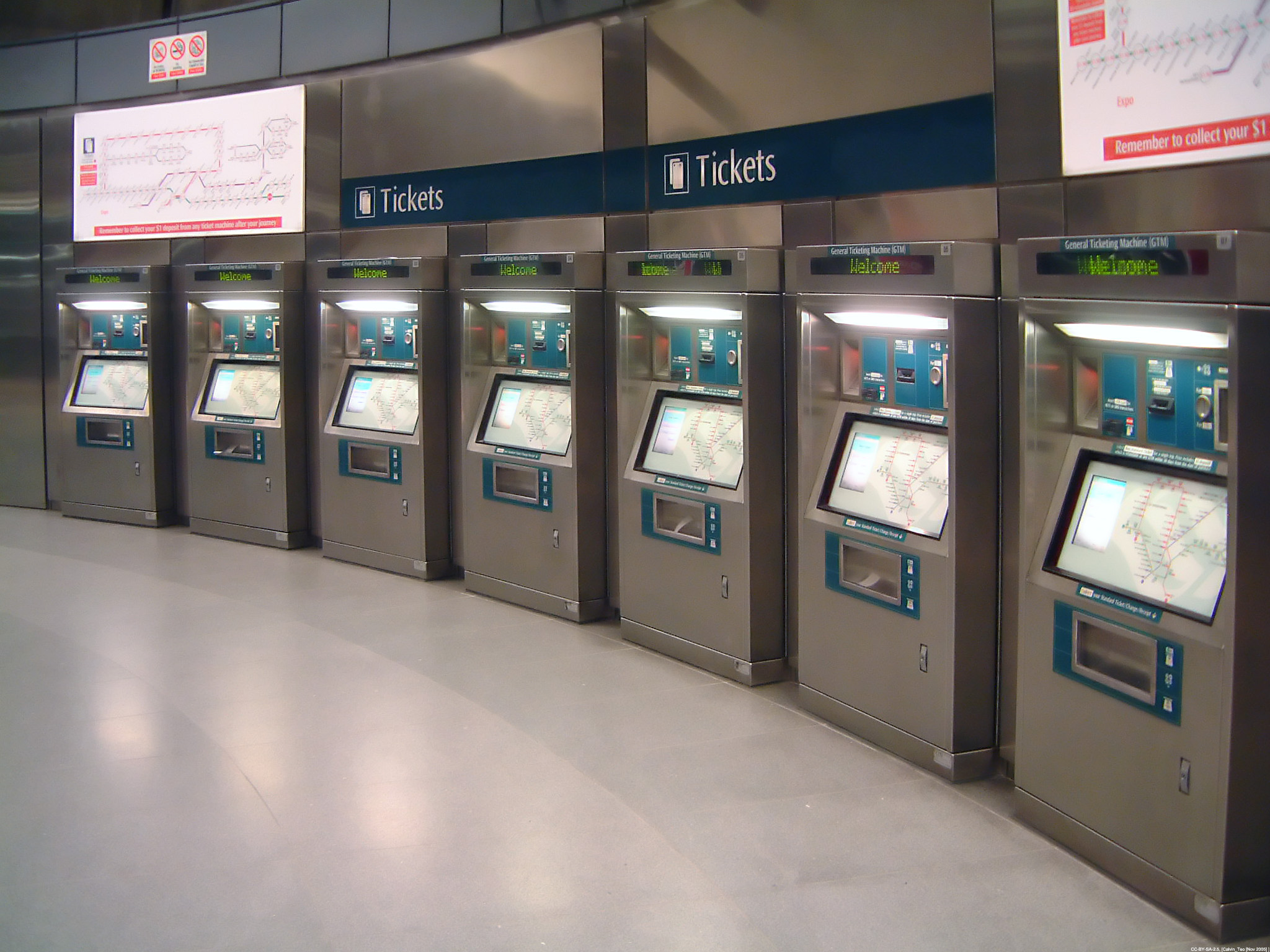
Distributeurs de tickets à la station Expo.

Du fait des subventions gouvernementales aux organismes exploitant le réseau, les tarifs du MRT sont tirés vers le bas au seuil de rentabilité. Les exploitants récupèrent le coût des trajets en vendant des tickets électroniques munis d'une puce. Les prix de chaque trajet sont calculés en fonction de la distance entre la station d'entrée et la station de sortie. Ces prix sont échelonnés pour des voyages à tarif non réduit standard. Seule la distance parcourue est prise en compte à l'opposé d'autres systèmes métropolitains qui utilisent des zones tarifaires, comme le métro de Londres.
Comme le système de tarification a été intégré par TransitLink, quel que soit le voyage, il n'y a besoin de valider son titre qu'au départ et à l'arrivée du trajet, même en ayant fait une correspondance entre des lignes exploitées par deux entreprises distinctes. Les voyageurs peuvent également aller plus loin que leur ticket ne le leur permet, et payer la différence à la sortie.
Les stations sont divisées en deux zones, zone publique et zone voyageurs, ce qui permet aux exploitants d'enregistrer un trajet en restreignant l'entrée de la zone voyageurs à travers des portillons automatiques. Ces portillons sont reliés à un réseau informatique, et peuvent lire et mettre à jour les tickets électroniques munis d'une puce ; ils peuvent également stocker des informations comme les stations de départ et d'arrivée, ou la durée du voyage. Les General Ticketing Machines vendent des tickets à l'unité, ou permettent à un voyageur d'ajouter du solde sur ces tickets. Pour les trajets à l'unité, les tickets de couleur verte, ne sont valides que le jour d'achat, et ont une marge de tolérance de 30 minutes au-delà du temps de trajet estimé. Les tickets qui peuvent être utilisés jusqu'à leur date d'expiration nécessitent un crédit minimal à l'entrée dans le réseau.
Même si le réseau est exploité par des entreprises privées, la structure du système tarifaire est régentée par le Public Transport Council auprès duquel les exploitants déposent des requêtes pour faire changer les prix. Les prix restent abordables en les faisant approcher des prix équivalents pour les autobus, encourageant ainsi les voyageurs à utiliser le MRT et à moins prendre le bus. Les hausses tarifaires récentes ont fait beaucoup de bruit. De même, il y a eu de la désapprobation quant aux tarifs plus élevés sur la ligne Nord-Est, exploitée par SBS Transit, ce que l'entreprise a justifié en arguant de plus grand coûts d'exploitation et de maintenance pour une ligne entièrement souterraine, et d'une clientèle moins nombreuse.

### Tickets magnétiques (1987–2002)
Lorsque le MRT fut mis en service en 1987, les tarifs s'échelonnaient entre 0,5 $ et 1,10 $ par incréments de 0,1 $ pour tous les tickets adultes, que ce soient des trajets à l'unité, ou des cartes de débit. Quelques trajets à tarifs réduits étaient possibles : senior citizens et résidents permanents de plus de 60 ans pouvaient voyager pour 0,5 $ en dehors des heures de pointe ; les enfants de moins de 120 cm et les étudiants à temps plein dans les cycles primaire, secondaire, pré-université et dans les instituts d'apprentissage payaient 0,3 $ pour tous les trajets.
Des tickets à bande magnétiques étaient utilisés sous des formes variées. Les tickets à valeur stockée s'appelaient farecards et se déclinaient en trois types : bleu pour les adultes, magenta pour les senior citizens et rouge pour les enfants. Les tickets à l'unité étaient retenus dans les portillons de sortie à destination. Des tickets mensuels étaient disponibles en quatre versions : beige, rose et violet (crédités de 13, 30 et 36 dollars respectivement) pour les étudiants de cycle 1 et 3 ainsi que pour les militaires à temps plein ; le ticket "rouge pêche" était réservé aux autres étudiants et coûtait 17 $. Ces tickets étaient valides un mois à raison de quatre voyages par jour maximum.

### Cartes EZ-Link et tickets standard (depuis 2002)
La carte EZ-Link est une carte à puce sans contact basée sur la technologie FeliCa de Sony. Cette carte est utilisée pour payer des biens et services dans Singapour, principalement pour le transport. Arrivée en 2002, cette technologie fut promue comme un moyen rapide et simple de réaliser des transactions, et comme une méthode efficace pour éviter la fraude ; il y a eu cependant quelques cas de personnes passant à plusieurs. Les tarifs vont de 69¢ à 3,04 $ pour les adultes, de 64¢ à 70¢ pour les senior citizens (personnes âgées) et de 40¢ à 50¢ pour les étudiants. Les utilisateurs du métro utilisant la carte EZ-Link voient leur tarif réduit, y inclus s'ils prennent le bus après leur trajet en métro.
Les distributeur de tickets (GTMs) dans chaque station, en remplacement des anciennes machines, permettent aux clients de rajouter du crédit à leur carte EZ-Link ou d'acheter des tickets unitaires. Pour ces tickets, les tarifs s'échelonnent entre une à deux fois le prix payé avec une carte EZ-Link. En sus, une caution de 1 dollar est demandée pour chaque ticket. Elle est remboursable depuis n'importe quel GTM lorsque le ticket est rendu, moins de 30 jours après son achat. La carte peut également être laissée dans une urne de charité, ce qui fait office d'un don de 1 dollar. La puce RFID contenue dans chaque ticket standard les rend chers à fabriquer, et nécessite leur réutilisation, qui est mise en œuvre par ce système de caution. Des réductions sont possibles pour les enfants, étudiants, senior citizens et personnes réalisant leur service national singapourien. La carte visiteurs (Visitor's card) qui offre des services aux touristes peut être également utilisée comme une carte EZ-Link.
Les étudiants singapouriens reçoivent une carte gratuite et personnalisée avec leur photo, nom et numéro national d'identification ou NRIC (National Registration Identity Card).
Quel que soit son type, chaque carte émise a un identifiant unique que l'on peut utiliser pour la retrouver en cas de perte. Des exploitants du réseau de transport ont organisé des loteries basées sur cet identifiant.

## Matériel roulant
| Série | Livraison       | Constructeur                                                 | Nombre de rame | Nombre de voiture par rame | Alimentation                              | Conduite    | Ligne desservie | Illustration |
| ----- | --------------- | ------------------------------------------------------------ | -------------- | -------------------------- | ----------------------------------------- | ----------- | --------------- | ------------ |
| C151  | 1987 - 1989     | Kawasaki, Nippon Sharyo, Tokyu Car Corporation, Kinki Sharyo | 66             | 6                          | 3e rail 750 V CC                          | Manuelle    |                 |              |
| C151A | 2011 - 2014     | Kawasaki, CRRC                                               | 35             | 6                          | 3e rail 750 V CC                          | Manuelle    |                 |              |
| C151B | 2014 - 2017     | Kawasaki, CRRC                                               | 45             | 6                          | 3e rail 750 V CC                          | Manuelle    |                 |              |
| C151C | 2017 - 2018     | Kawasaki, CRRC                                               | 12             | 6                          | 3e rail 750 V CC                          | Manuelle    |                 |              |
| R151  | 2023 - En cours | CRRC                                                         | 106            | 6                          | 3e rail 750 V CC                          | Manuelle    |                 |              |
| C751A | 2000 - 2003     | Alstom                                                       | 25             | 6                          | Ligne aérienne de contact (LAC) 1500 V CC | Automatique |                 |              |
| C751C | 2000 - 2003     | Alstom, Shanghai Electric                                    | 18             | 6                          | Ligne aérienne de contact (LAC) 1500 V CC | Automatique |                 |              |
| C751C | 2023 - En cours | Alstom                                                       | 6              | 6                          | Ligne aérienne de contact (LAC) 1500 V CC | Automatique |                 |              |
| C830  | 2009            | Alstom                                                       | 40             | 3                          | 3e rail 750 V CC                          | Automatique |                 |              |
| C830C | 2015            | Alstom, Shanghai Electric                                    | 24             | 3                          | 3e rail 750 V CC                          | Automatique |                 |              |
| C951  | 2013 - 2017     | Bombardier, CRRC                                             | 92             | 3                          | 3e rail 750 V CC                          | Automatique |                 |              |
| T251  | 2020 - 2022     | Kawasaki, CRRC                                               | 91             | 4                          | 3e rail 750 V CC                          | Automatique |                 |              |

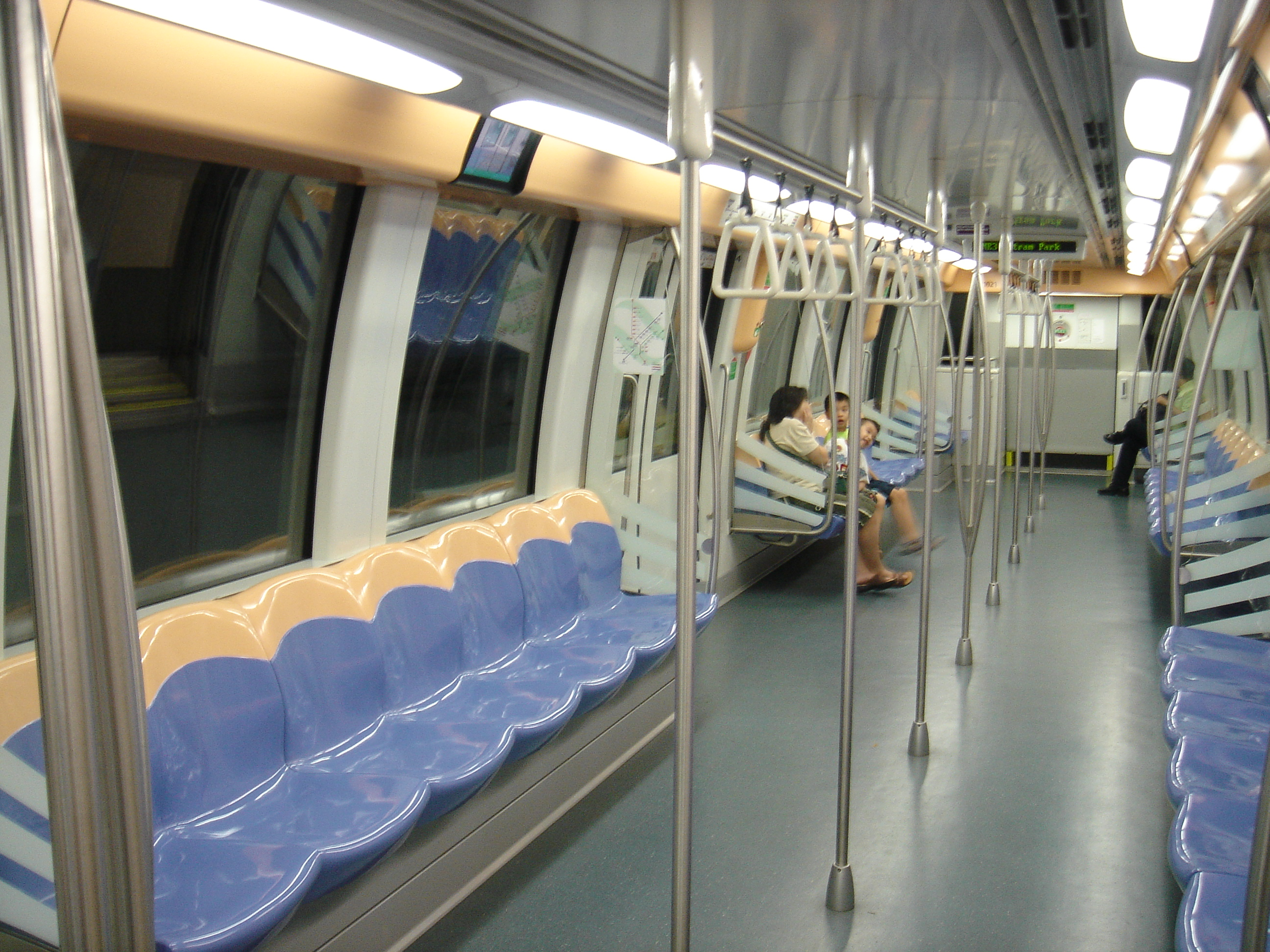
Les voitures Alstom Metropolis, fabriquées en France.

Trois types de matériel roulant sont utilisés pour le transport de passagers, autant sur la ligne Nord-Sud que la ligne Est-Ouest. Ils sont alimentés en courant continu à 750 volts par troisième rail, chaque train fait six voitures, et utilisent le système ATO (Automatic Train Operation) similaire à la ligne Victoria du métro de Londres.
Le matériel roulant est en majorité constitué par 396 voitures C151 de Kawasaki Heavy Industries, Ltd. ; ce sont les trains les plus anciens encore en service en 2006. Ils ont été construits entre 1986 et 1989 par les industries Kawasaki en consortium avec Nippon Sharyo, Tokyu Car Corporation et Kinki Sharyo. Une remise à neuf de ces trains, pour 142,7 millions de dollars de Singapour, est en cours, et s'achèvera en 2008.
En 1994, 114 voitures C651 de Siemens, faites en Allemagne, furent achetées pour compléter le stock existant, en raison de l'extension vers Woodlands. Certains de ces trains ont, pour expérience, été réaménagés pour contenir plus de passagers, mais ces arrangements ont été abandonnés depuis.

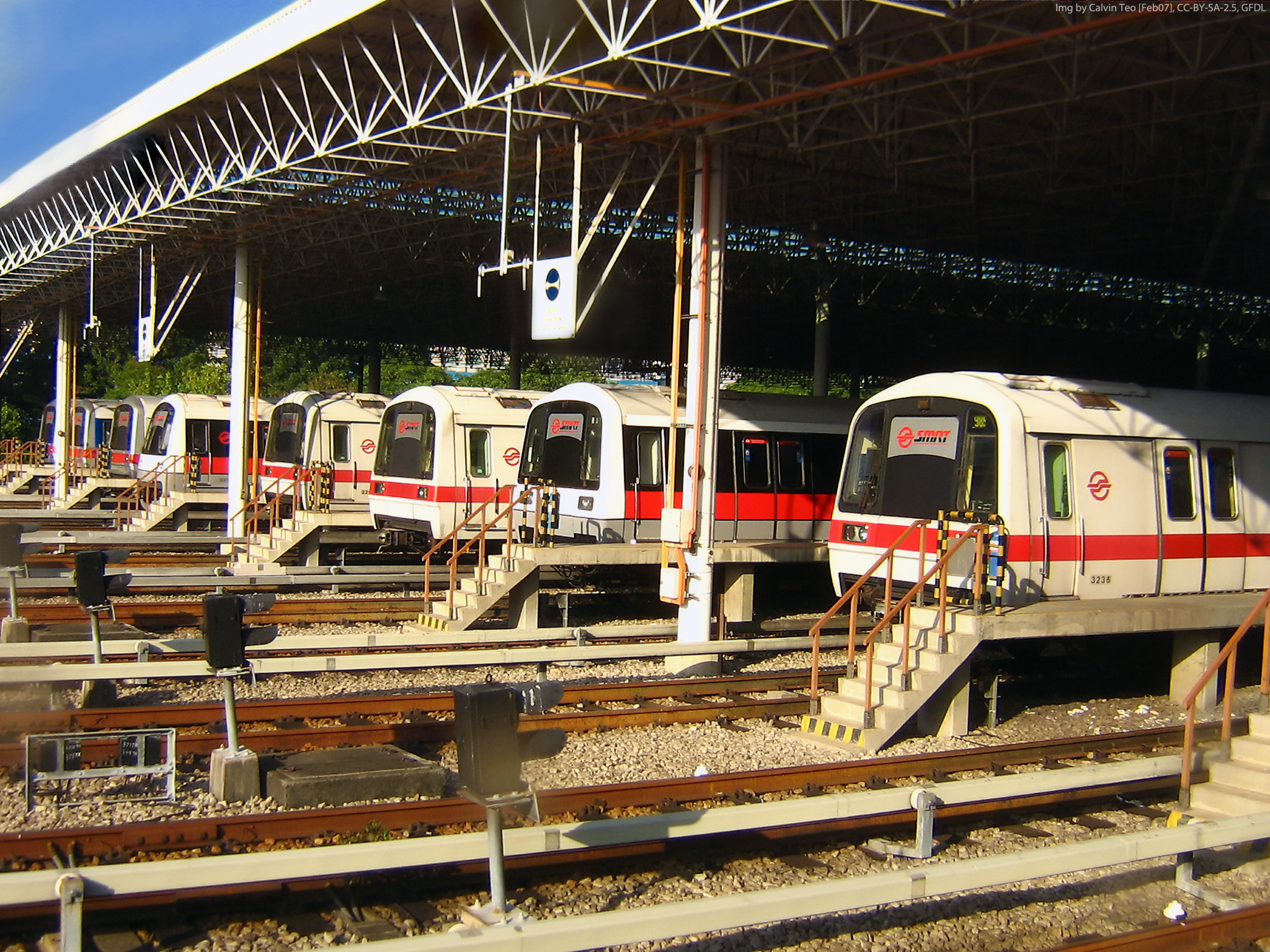
Des trains garés au dépôt de Bishan

Entre 1998 et 2001, 126 voitures C751B résultant d'une collaboration entre Kawasaki Heavy Industries, Ltd. et Nippon Sharyo ont été introduites, les entreprises fournissant respectivement 66 et 60 voitures. Les voitures ont une conception plus aérodynamique et comportent des meilleurs systèmes d'information pour les passagers, plus de poignées, des sièges plus larges, plus d'espace vers les portes, et de la place pour les chaises roulantes. Comme ces trains devaient à l'origine faire un service de Boon Lay à l'aéroport de Singapour-Changi, des compartiments à bagages ont été installés pour les passagers venant ou allant de l'aéroport. Cependant, en avril 2002, des boîtes de vitesses défectueuses causèrent la mise hors service des 21 trains, et le service fut interrompu momentanément. Cette liaison directe fut abandonnée, et les espaces bagage furent supprimés.
Depuis l'ouverture de la ligne Nord-Est en 2003, 150 voitures Alstom Metropolis sans conducteur ont circulé. Alstom obtint des contrats de la Land Transport Authority en 1997 et 1998 pour fournir ces voitures. Elles sont automatiques et alimentées en 1 500 volts continus par caténaires. Ce sont les premiers trains à bénéficier d'un système de caméras de surveillance à l'intérieur. Une commande de 120 voitures supplémentaires devrait être livrée quand la ligne circulaire commencera à fonctionner en 2007,.

### Dépôts

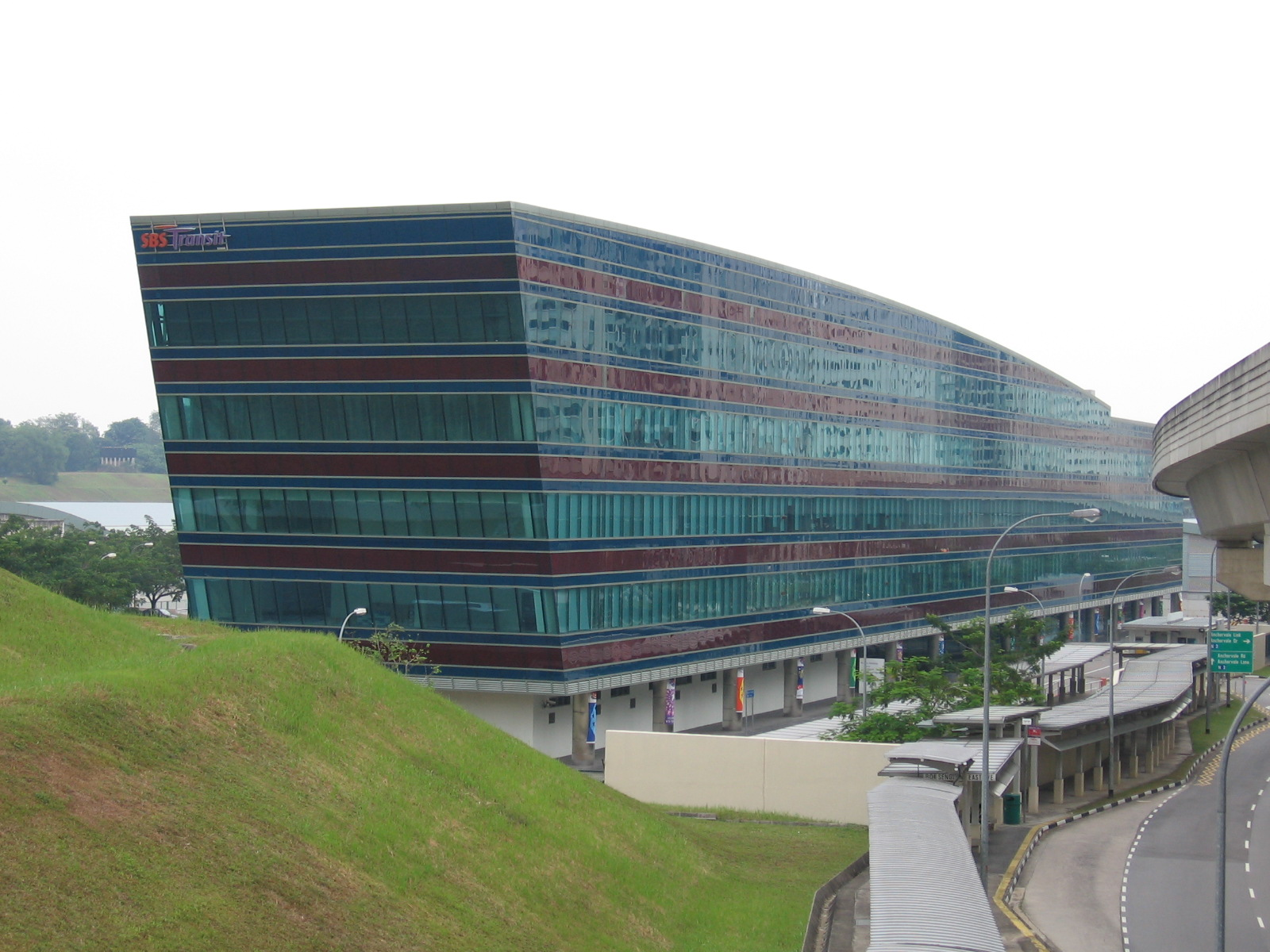
Le dépôt de Sengkang

La SMRT Corporation a quatre dépôts de trains : le dépôt de Bishan est le dépôt central de maintenance avec des équipements de révision des trains, tandis que les dépôts de Changi et d'Ulu Pandan n'abritent les trains que la nuit (où ils sont inspectés). Le dépôt souterrain de Kim Chuan abrite les trains de la ligne circulaire. Les stations Ang Mo Kio, Jurong East et Tanah Merah ont été construites avec une troisième voie au milieu pour que les trains ayant terminé leur service puissent s'y arrêter avant de retourner à leur dépôt, mais les deux dernières (Jurong East et Tanah Merah) sont maintenant utilisées comme des voies de terminus respectivement pour la ligne Nord-Sud et pour la ligne de l'aéroport de Changi.
Le dépôt de Sengkang abrite les trains de la ligne Nord-Est, du LRT de Sengkang et du LRT de Punggol, tous exploités par SBS Transit. C'est le premier dépôt à être prévu à être aménagé de telle sorte qu'un développement de bâtiments industriels sera possible au-dessus du dépôt, pour éviter le gaspillage de terrain à Singapour.

## Architecture et art dans le MRT

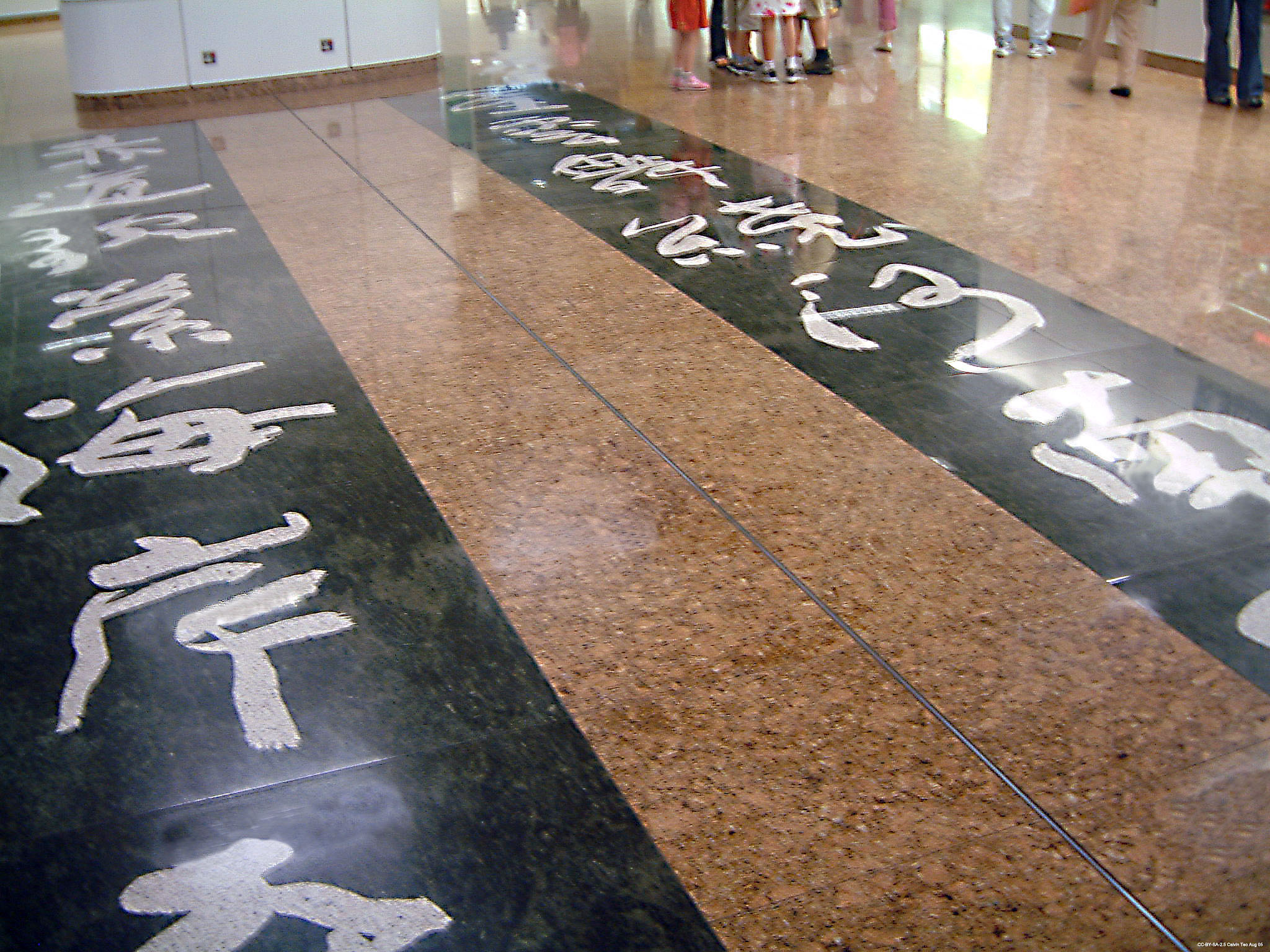
De la calligraphie chinoise sur le sol de la station Chinatown.

Les premières étapes de la construction du MRT mettaient l'emphase sur le fonctionnel plus que sur l'esthétique. Cela est particulièrement visible sur les premiers tronçons de la ligne Nord-Sud qui ont ouvert entre 1987 et 1988 de Yio Chu Kang à Clementi. Les thèmes architecturaux sont devenus des éléments importants seulement dans les phases de construction ultérieures, et peuvent être retrouvés par exemple dans les formes cylindriques de la plupart des stations entre Kallang et Pasir Ris, et les toitures des stations à l'Ouest de Jurong East.
Les pièces d'art, lorsqu'il y en a, sont rarement mises en valeur ; principalement, il s'agit de quelques peintures ou sculptures représentant le passé récent de Singapour, dans des stations importantes. L'ouverture de l'extension de Woodlands fut l'occasion d'introduire des objets d'art plus audacieux, comme la grande sculpture dans la station de Woodlands. Lors de l'ouverture de la ligne Nord-Est, une série d'œuvres d'art créées à l'occasion d'un programme intitulé « The Art In Transit » ont été commandées par l'autorité de régulation des transports. Créées par 19 artistes locaux et intégrées dans l'environnement des stations, ces œuvres visent à promouvoir l'art moderne dans des environnements de déplacement. Chaque œuvre doit être appropriée au regard de l'identité de la station. Seules les stations de la ligne Nord-Est sont concernées par ce programme.
Avec l'extension de la ligne Est-Ouest vers l'aéroport de Changi, la station Expo, esquissée par Foster and Partners et achevée en janvier 2001, est formée par un grand toit en titane de forme elliptique, sans pilier, couvrant la longueur du quai. Cela vient en complément d'un disque en acier inoxydable réfléchissant de 40 mètres de rayon, qui semble flotter au-dessus d'un ascenseur et de l'entrée principale.

## Sécurité du système de MRT

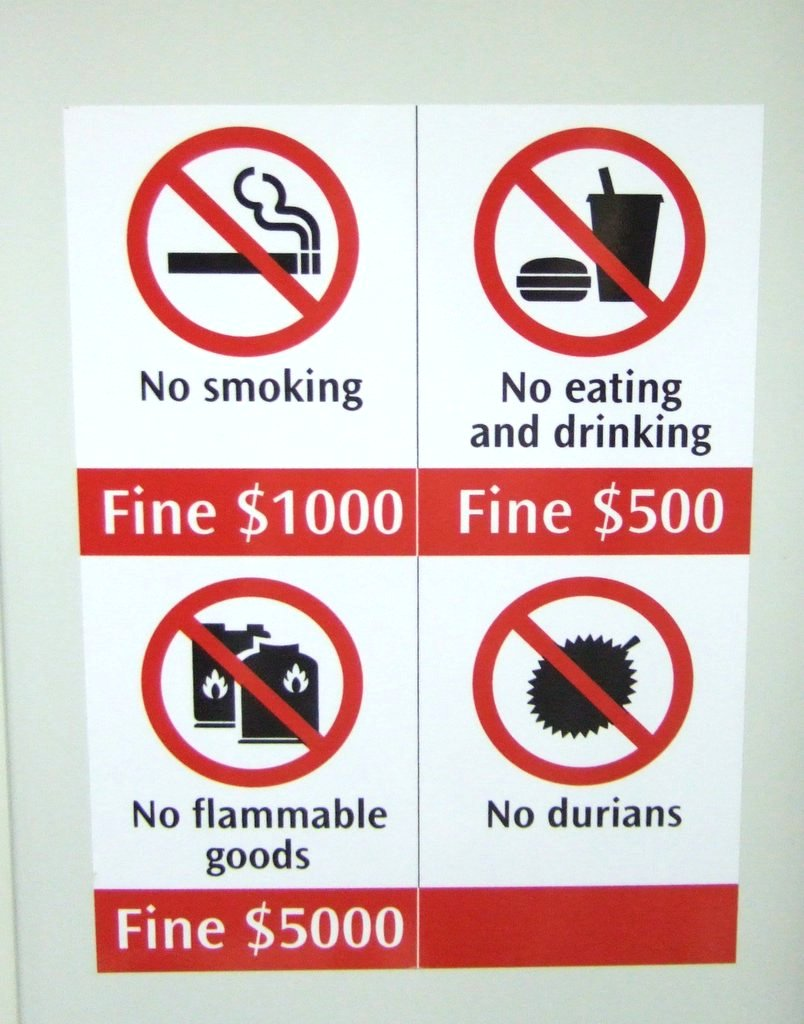
Un avertissement que l'on retrouve partout dans les stations et les trains, avertissant que manger, boire, fumer, transporter des produits inflammables, et même des durians sont strictement interdits sur le réseau, accompagné du montant des amendes encourues, contribuant à la réputation de Singapour d'être la « ville des amendes ».

Tant les exploitants que les autorités assurent que de nombreuses mesures ont été prises pour assurer la sécurité des passagers, SBS Transit ayant dû redoubler d'efforts pour promouvoir les mesures de sécurité développées pour la ligne sans conducteur (NEL), avant comme après son ouverture.

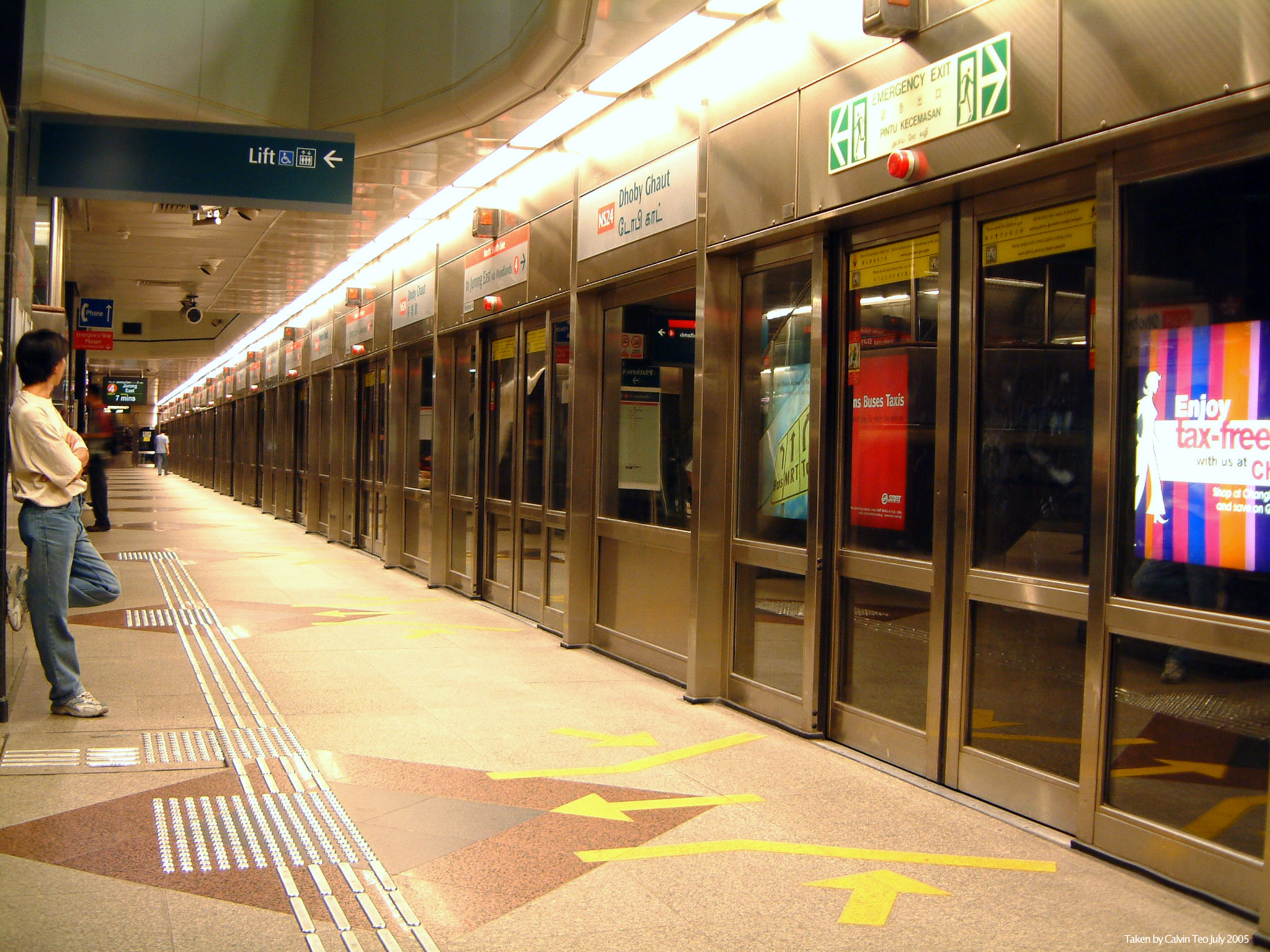
Des portes palières à la station Dhoby Ghaut sur la ligne Nord-Sud.

Des dispositifs de sécurité sont bien visibles dans les trains et les stations et les exploitants diffusent fréquemment des annonces de sécurité à l'attention des passagers qui attendent les trains.
Les stations répondent aux critères de sécurité incendies édictés par la National Fire Protection Association(NFPA) américaine.
Des façades de quai sont installées dans toutes les stations souterraines afin d'empêcher les intrusions et les suicides, de permettre le contrôle de la température et d'empêcher les accès non autorisés à des zones réservées.
Les stations non souterraines ont des quais ouverts, avec une ligne jaune continue le long du bord des quais derrière laquelle les passagers doivent se tenir pour être à une distance raisonnable des trains à l'approche (son non-respect est passible d'amende).
Les règlements sont affichés pour décourager les actes inciviques, dangereux ou dérangeants comme fumer, boire ou manger, faire un mauvais usage des équipements de sécurité ou aller sur les voies. Les sanctions, allant de la simple amende à l'emprisonnement, sont affichées pour chaque délit.
Des enjeux de sécurité ont été soulevés après les accidents des années 1980 et 1990, mais la plupart de ces problèmes ont été résolus. Le 5 août 1993, deux trains sont entrés en collision à la station Clementi en raison d'huile sur la voie, ce qui a fait 132 blessés.
Il y a encore des demandes pour installer des façades de quai dans toutes les stations après des incidents ayant entraîné le décès de passagers se sont produits (chutes sur les voies et heurts par un train). Cependant, les autorités rejettent cette proposition car ils doutent de leur efficacité et parce que le coût d'installation est élevé.

## Sûreté dans le MRT

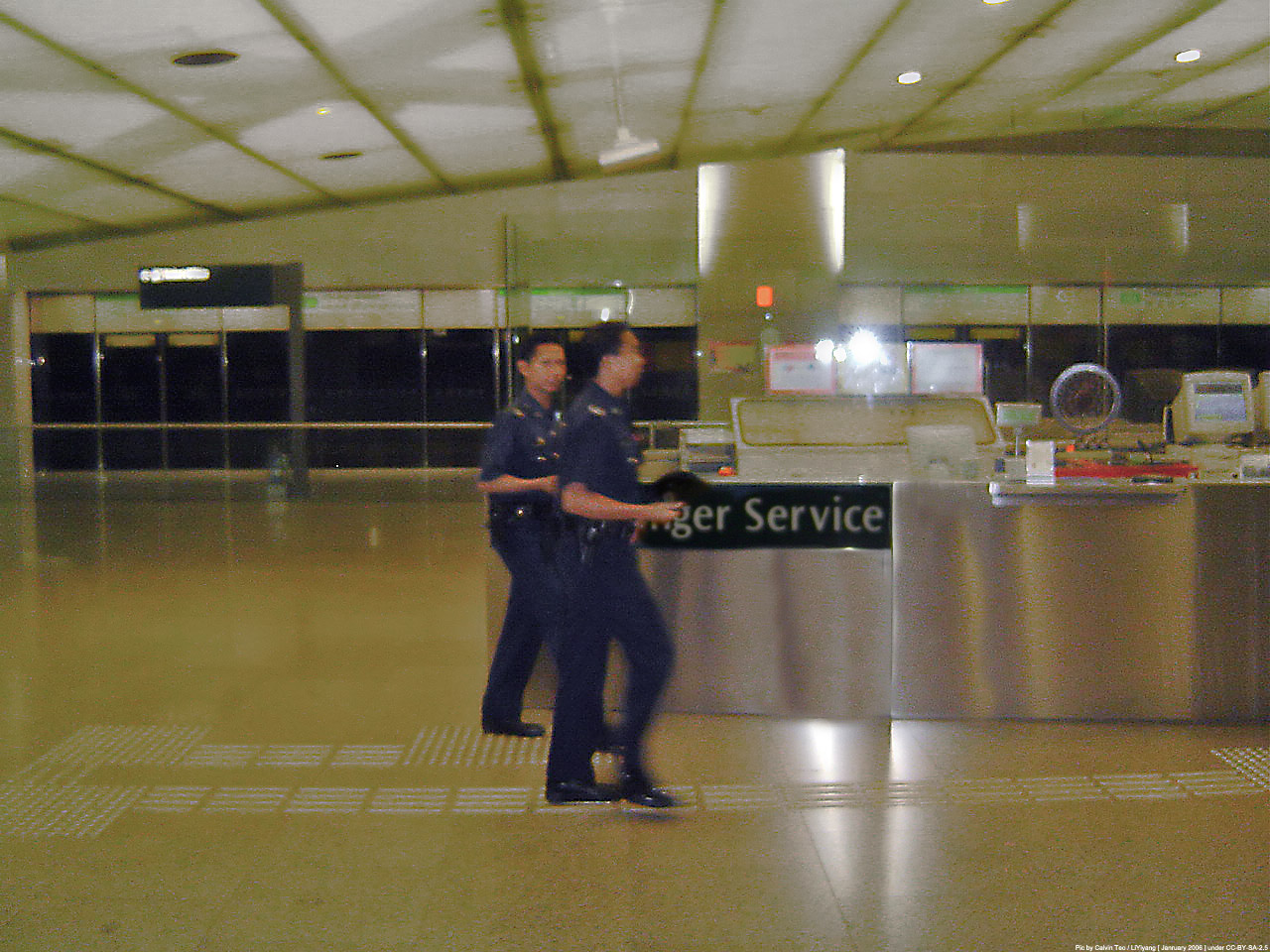
Des policiers armés à la station Aéroport international de Changi.

Les soucis de sûreté regardant la criminalité et le terrorisme n'étaient pas primordiaux lors de la conception originale du système. Cependant, après le réveil de ces préoccupations suivant le complot déjoué d'attentat à la bombe à la station Yishun  et les attentats à Madrid du 11 mars 2004, les exploitants ont déployé des gardes non armés pour surveiller les quais et vérifier les bagages des passagers.
Des annonces enregistrées sont souvent diffusées pour rappeler aux passagers de signaler toute activité suspecte et de ne pas laisser leurs bagages sans surveillance. Les circuits de vidéosurveillance ont été modifiés pour enregistrer l'activité dans toutes les stations et les trains de SMRT Corporation,. Les poubelles et boîtes à lettres ont été supprimées des quais et des halls de stations pour éliminer le risque de bombe artisanale.
Le 14 avril 2005, la Force de police de Singapour a annoncé qu'elle comptait rehausser la sûreté en mettant en place une unité de police spéciale (Police MRT Unit). Ces officiers armés ont commencé à patrouiller dans les systèmes de MRT et de LRT le 15 août 2005, au hasard dans et autour des stations et dans les trains. Ils sont entraînés et autorisés à utiliser leurs armes à feu à leur discrétion, y compris à tuer s'ils le jugent nécessaire. Le 8 janvier 2006, un exercice majeur de simulation a eu lieu, mettant en scène plus de 2 000 personnes de 22 agences gouvernementales, simulant des attentats à la bombe et chimiques aux stations Dhoby Ghaut, Toa Payoh, Raffles Place et Marina Bay. Treize stations ont été fermées et environ 3 400 passagers furent surpris par cet exercice long de trois heures.

## Projets

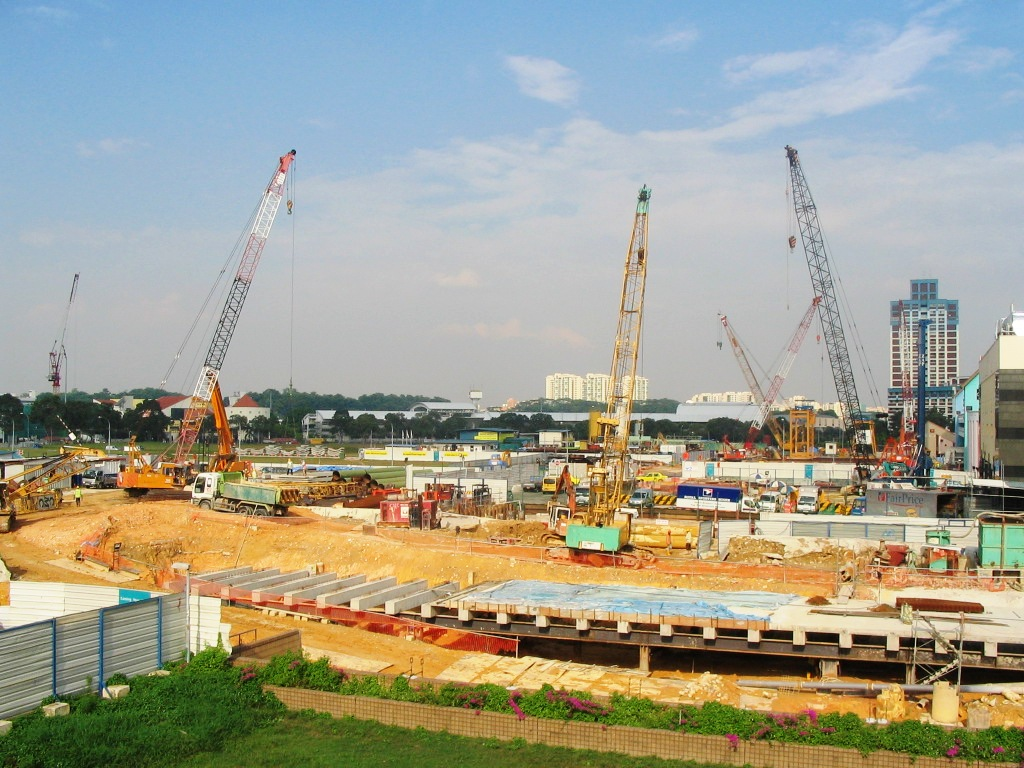
En 2007, la station Bishan est en travaux pour la construction de la ligne circulaire, à connecter avec la ligne Nord-Sud.

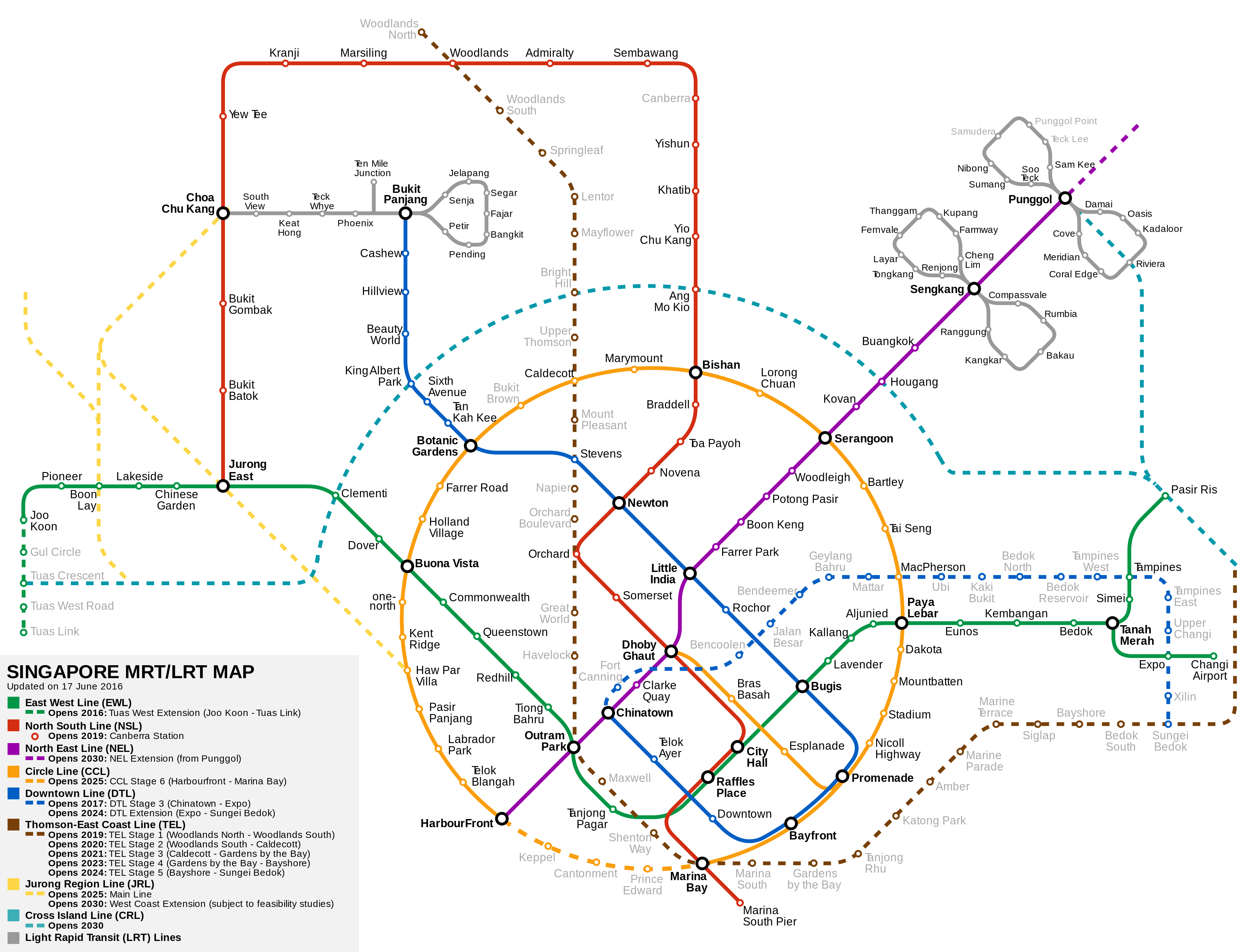
Plan du réseau avec les lignes et les extensions projetées.

Le système de MRT s'est concentré sur les lignes Nord-Sud et Est-Ouest pour plus d'une décennie jusqu'à l'ouverture de la ligne Nord-Est en 2003. Tandis que les plans pour ces lignes, comme celles actuellement en construction, étaient formulés longtemps auparavant, la publication, par la Land Transport Authority, d'un livre blanc intitulé A World-Class Land Transport System en 1995 a stimulé les intentions du gouvernement quant à l'extension du système existant. Les plans prévoient à long terme le remplacement du réseau de bus par un système majoritairement basé sur le rail. Il appelle à étendre les 67 kilomètres (en 1995) de voies à 160 kilomètres en 10 à 15 ans, et envisage une plus grande extension sur le long terme. D'ici 2030, le gouvernement envisage un réseau de 540 kilomètres (plus étendu que le réseau de Londres, qui fait 408 kilomètres).

### Extension de la Ligne Circulaire (Circle Line)

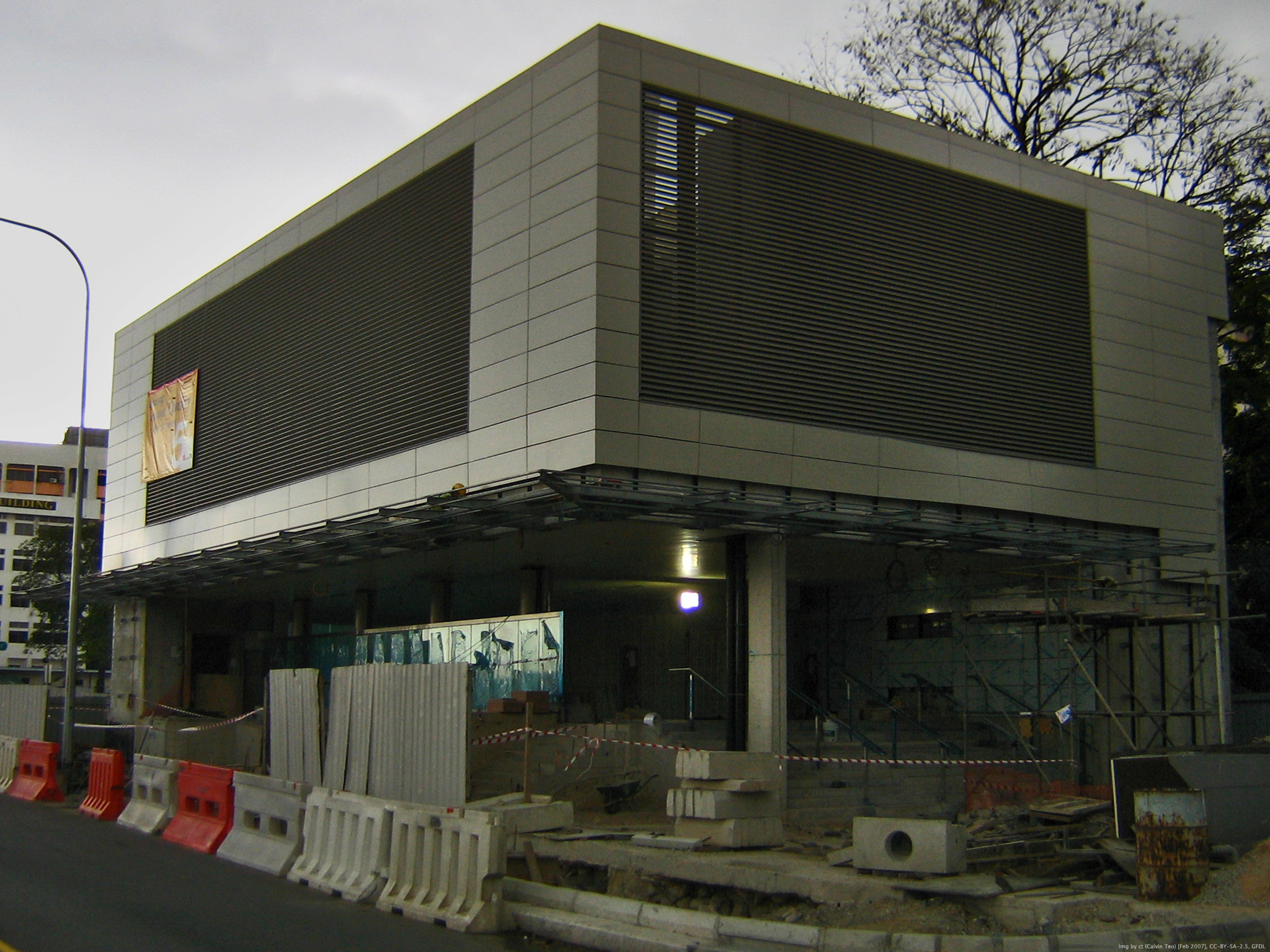
La station de Tai Seng (aujourd'hui achevée) lors de sa construction en février 2007

La ligne circulaire est actuellement considérée comme achevée. Cependant, un 6e tronçon est à l'étude pour compléter la boucle sur une distance d'environ 4 km entre les stations d'HarbourFront et de Marina Bay.

### Extension de la ligne Nord-Est (North East Line)
Une extension de la ligne Nord-Est au-delà du terminus de Punggol a été annoncée pour 2030. Elle permettrait d'offrir un accès au nouveau campus du Singapore Institute of Technology dont l'implantation est envisagée dans le secteur. Cependant, la croissance rapide du quartier de Punggol pourrait accélérer la réalisation du prolongement.

### Extension vers l'ouest de la ligne Est-Ouest (East West Line Extension) au-delà de Joo Koon
Le plan pour l'extension du MRT au-delà de Boon Lay a été annoncé par la LTA le 29 décembre 2004. D'une longueur de 3,81 kilomètres, l'extension s'est faite vers l'ouest et comporte deux stations : Pioneer et Joo Koon.
L'extension, entièrement aérienne et dont les travaux de construction ont commencé le 11 mars 2006, a été mise en service le 28 février 2009. Elle a coûté environ 436 millions de dollars de Singapour. Il a fallu acquérir 28 000 mètres carrés de terrain.
Une extension supplémentaire d'environ 14 kilomètres et 5 stations encore plus à l'ouest vers Tuas est prévue d'ici le second trimestre de 2017 . Elle impliquera notamment la construction d'un nouveau dépôt au-delà du nouveau terminus. La nouvelle station Tuas Crescent devrait de plus devenir d'ici 2030 le terminus de la Cross Island Line.

### Ligne Centrale (Downtown Line)
Le 15 février 2007, le second ministre des finances Tharman Shanmugaratnam a annoncé dans son allocution sur le budget, qu'après que la ligne circulaire serait construite en 2010, la construction, pour 12 milliards de dollars de Singapour, de cette ligne commencerait immédiatement,. Elle regrouperait en une seule ligne trois extensions préalablement proposées, l’extension en centre-ville de la ligne circulaire, la ligne de Bukit Timah et la ligne Est, renommées en étape 1, 2 et 3 respectivement. Une fois la ligne complétée, elle aura la particularité d'effectuer une boucle complète dans le centre de Singapour, se "croisant" donc elle-même (sans correspondance).
Cette ligne de 42 kilomètres comprendrait 34 stations et joindrait les régions du nord-ouest et de l'est de Singapour au nouveau centre-ville à Marina Bay dans le sud, et au Central business district. Le tracé et les stations de la ligne étaient connus pour les phases 1 (centrale : Chinatown-Bugis) et 2 (nord-ouest : Bugis-Bukit Panjang), la phase 3 (est : Chinatown-Expo) étant encore à l'étude.
La construction de la phase 1 a commencé en 2007. La ligne devant ouvrir en trois phases, respectivement en 2013, 2015 et 2017. De même que la ligne circulaire, les trains fabriqués par Siemens comporteront trois voitures, avec une capacité de 500 000 voyageurs par jour.
Le 29 août 2011, la direction du Land and Transport Authority désigne la société SBS Transit comme futur opérateur de la ligne Centrale (en sus de la ligne Nord-Est existante) et attribue la couleur bleue à cette ligne par la suite.
Le premier tronçon de la ligne a comme prévu été inauguré fin 2013 entre Chinatown et Bugis. Le seconde phase entre Harbourfront et Bukit Panjang a elle aussi été inaugurée dans les temps en 2015. La troisième phase de Chinatown à Expo a ouvert en 2017. Un tronçon additionnel au-delà d'Expo desservant les stations Xilin et Sungei Bedok est envisagé pour assurer la correspondance avec la future Thomson-East Coast Line prévue vers 2025.

### Ligne Thomson-Côte Est (Thomson-East Coast Line)
Cette ligne dont le premier tronçon est attendu pour 2019 est issue de la fusion des projets de la Thomson Line devant relier Marina Bay au nord de Singapour via Outram Park, Orchard, Ang Mo Kio et Woodlands pour 27 kilomètres et 18 stations,, ainsi que de l'Eastern Region Line devant être lancée en 2020, mesurant 21 kilomètres, comportant 12 stations, entièrement souterraine, et devant quant à elle relier Marina Bay à l'aéroport de Changi via les quartiers le long de la côte Est de Singapour. Après son terminus de Woodlands North, la ligne pourrait être reliée à la Malaisie via une courte ligne franchissant le Détroit de Johor.

### Ligne de Jurong (Jurong Region Line)
D'abord envisagée comme une ligne de LRT desservant les nouveaux quartiers de l'Ouest de Singapour, la Jurong Region Line devrait finalement être une ligne de MRT classique. Elle comportera plusieurs branches reliant les lignes Est-Ouest, Nord-Sud, Circulaire et Trans-Île. Son ouverture est annoncée pour 2025.

### Cross Island Line
La Cross Island line, dont l'achèvement est prévue pour 2030 reliera l'aéroport de Changi à la station Tuas Crescent à l'Ouest de Singapour. Elle comportera également une branche permettant des services entre Changi et Punggol. Elle desservira 30 stations pour une longueur de 50 kilomètres et un tracé entièrement souterrain à travers l'ensemble de l'île. Les trains seront à conduite automatique. Des trains express ne desservant que les stations majeures seraient envisagés à l'instar de ce qu'il se fait sur la Ligne 9 du métro de Séoul, ce qui nécessiterait des voies d'évitement supplémentaires dans certaines stations. En 2013 une polémique a éclaté concernant le tracé de la ligne ; en effet celle-ci traversera une réserve naturelle au centre de Singapour. Cependant la LTA assure que le tunnel n'affectera en aucun cas la végétation située au-dessus.

### Système de transport rapide Johor Bahru–Singapour
Le Système de transport rapide Johor Bahru–Singapour (en anglais Johor Bahru–Singapore Rapid Transit System), plus couramment désigné par l'acronyme RTS link, est un projet de ligne de métro transfrontalière devant relier la cité-état de Singapour à la ville de Johor Bahru, en Malaisie, en traversant le détroit de Johor.